# Montagny-lès-Seurre
 Montagny-lès-Seurre  là một xã thuộc tỉnh Côte-d'Or trong vùng Bourgogne-Franche-Comté miền đông nước Pháp.

## Gallery

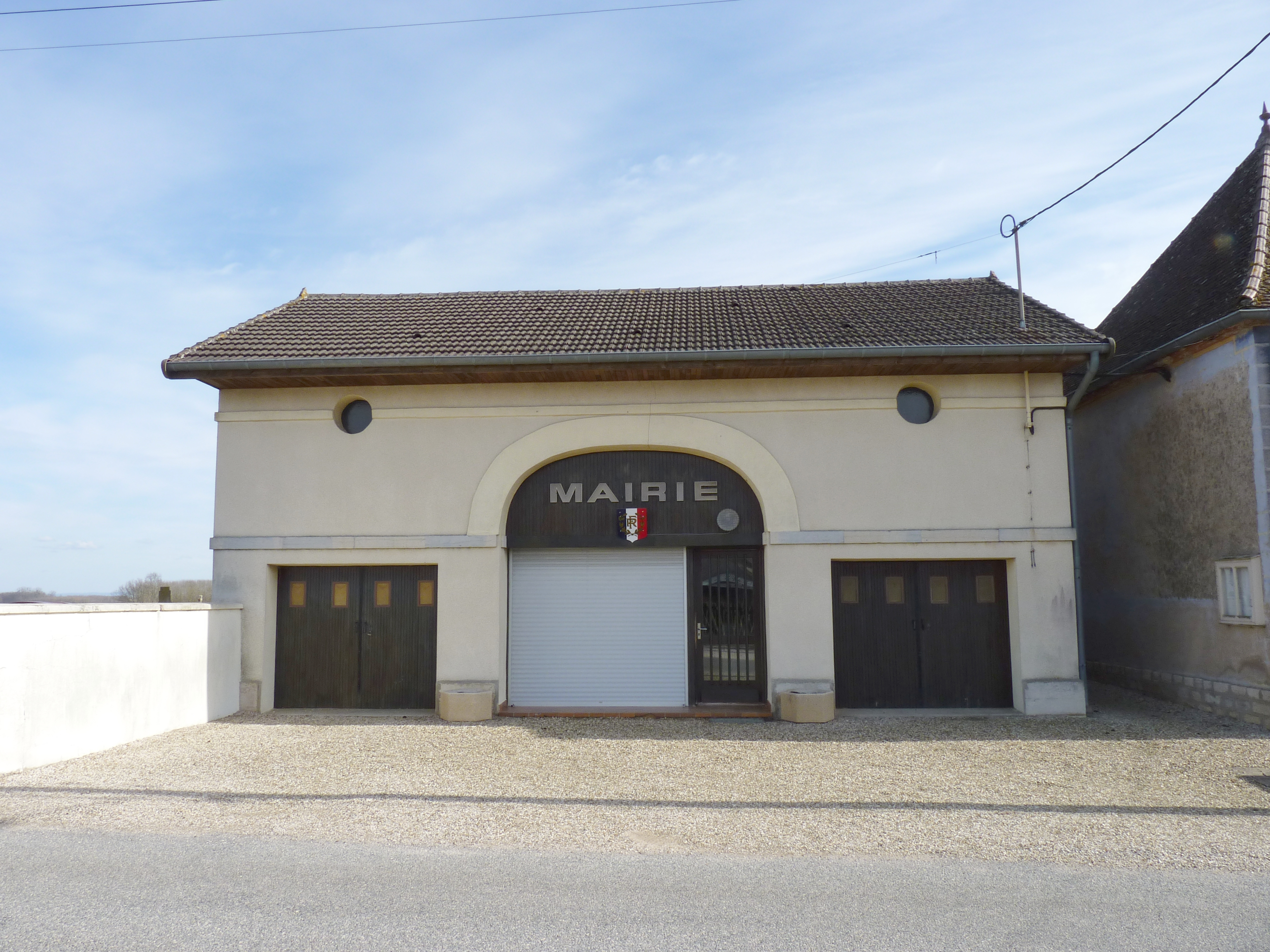
City Council
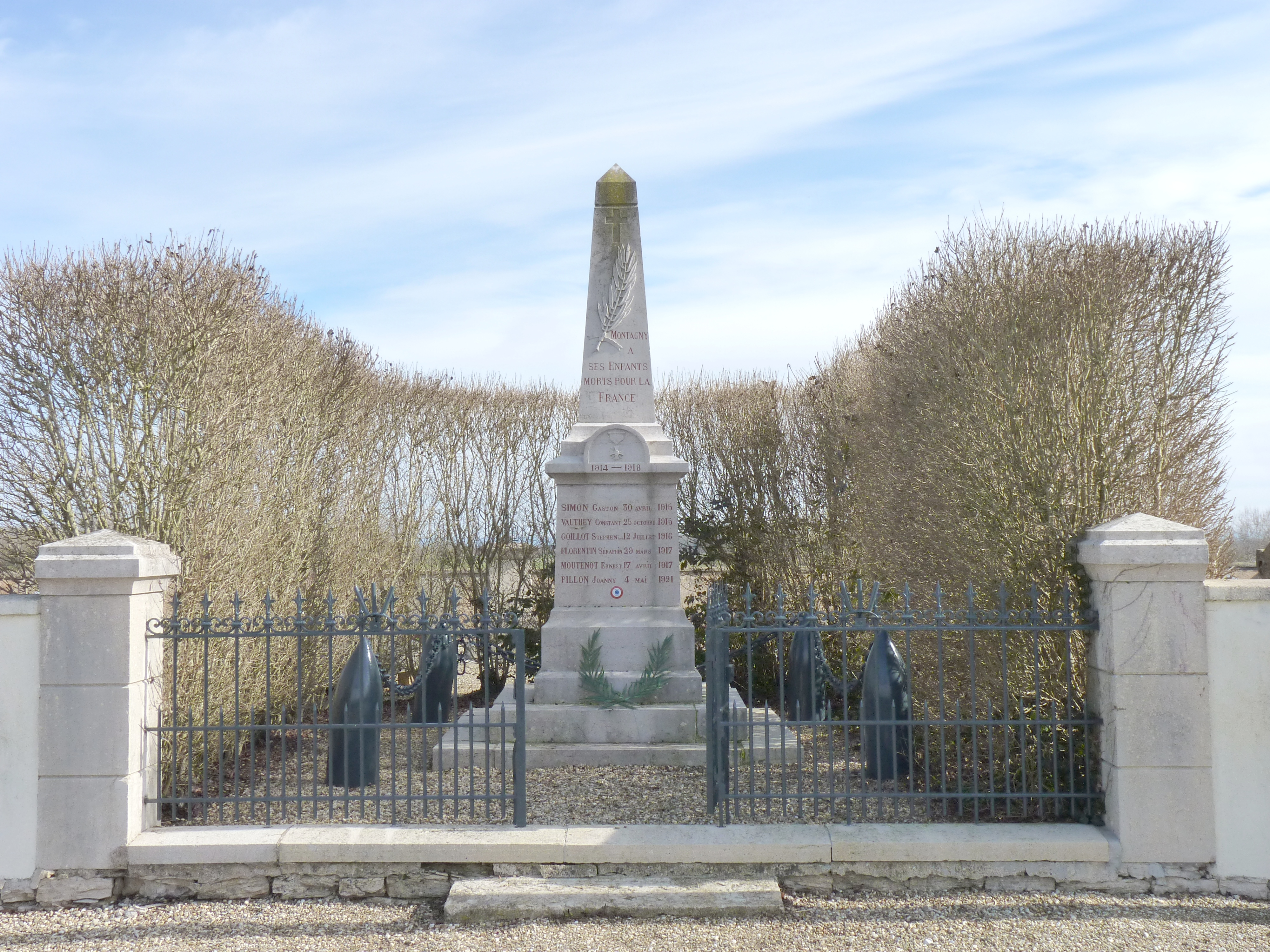
First World War Memorial
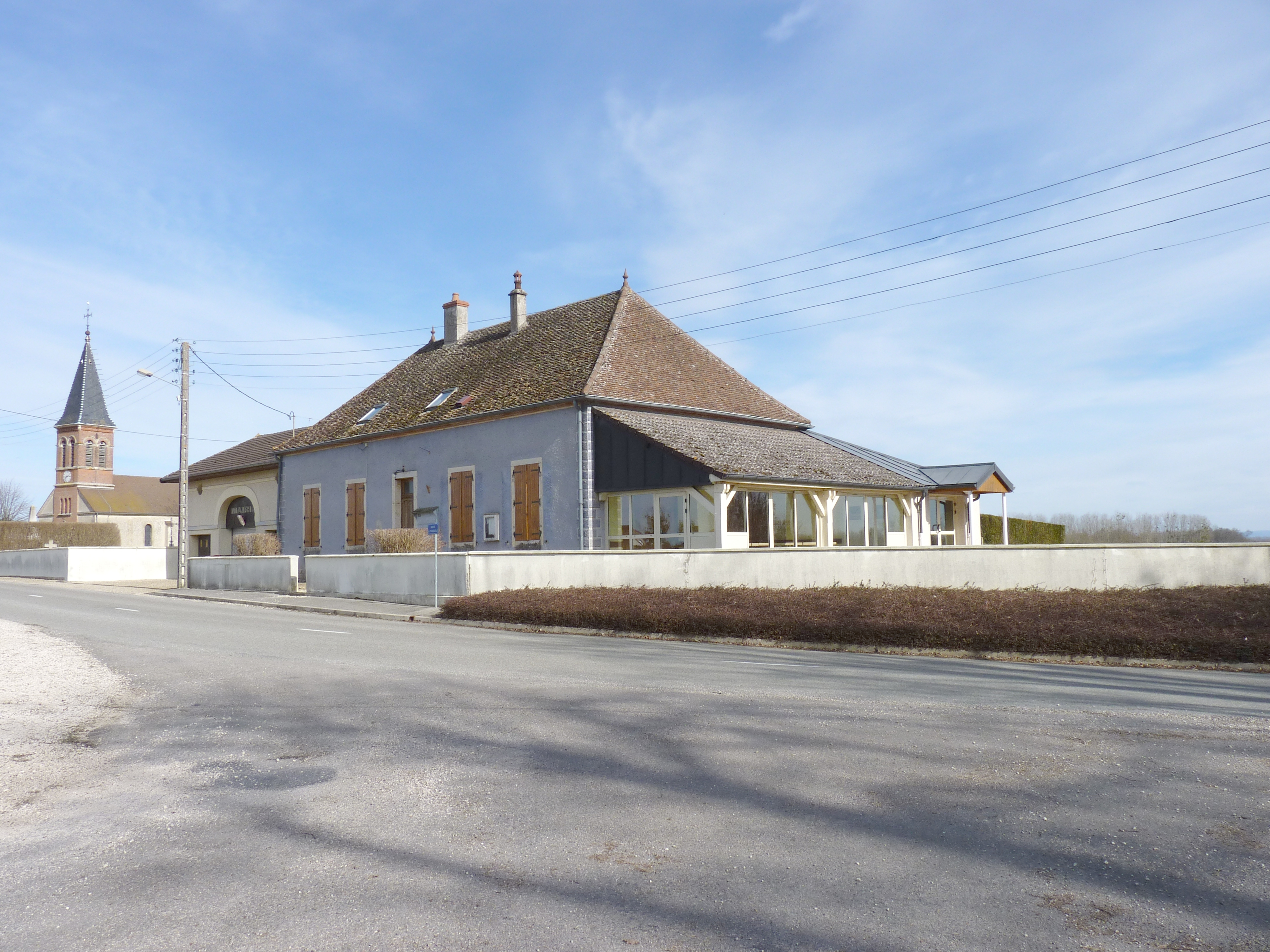
The old school
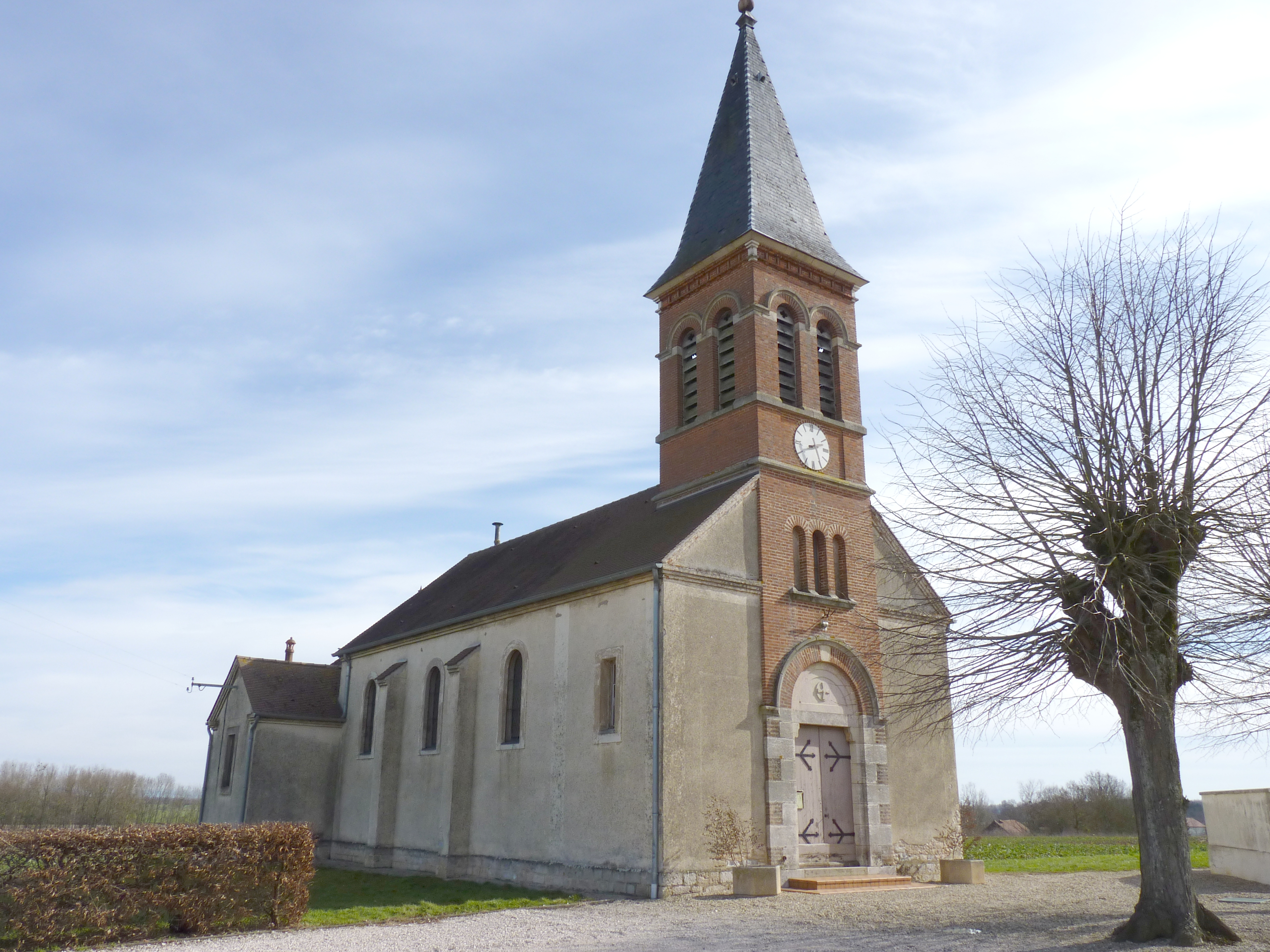
The Church
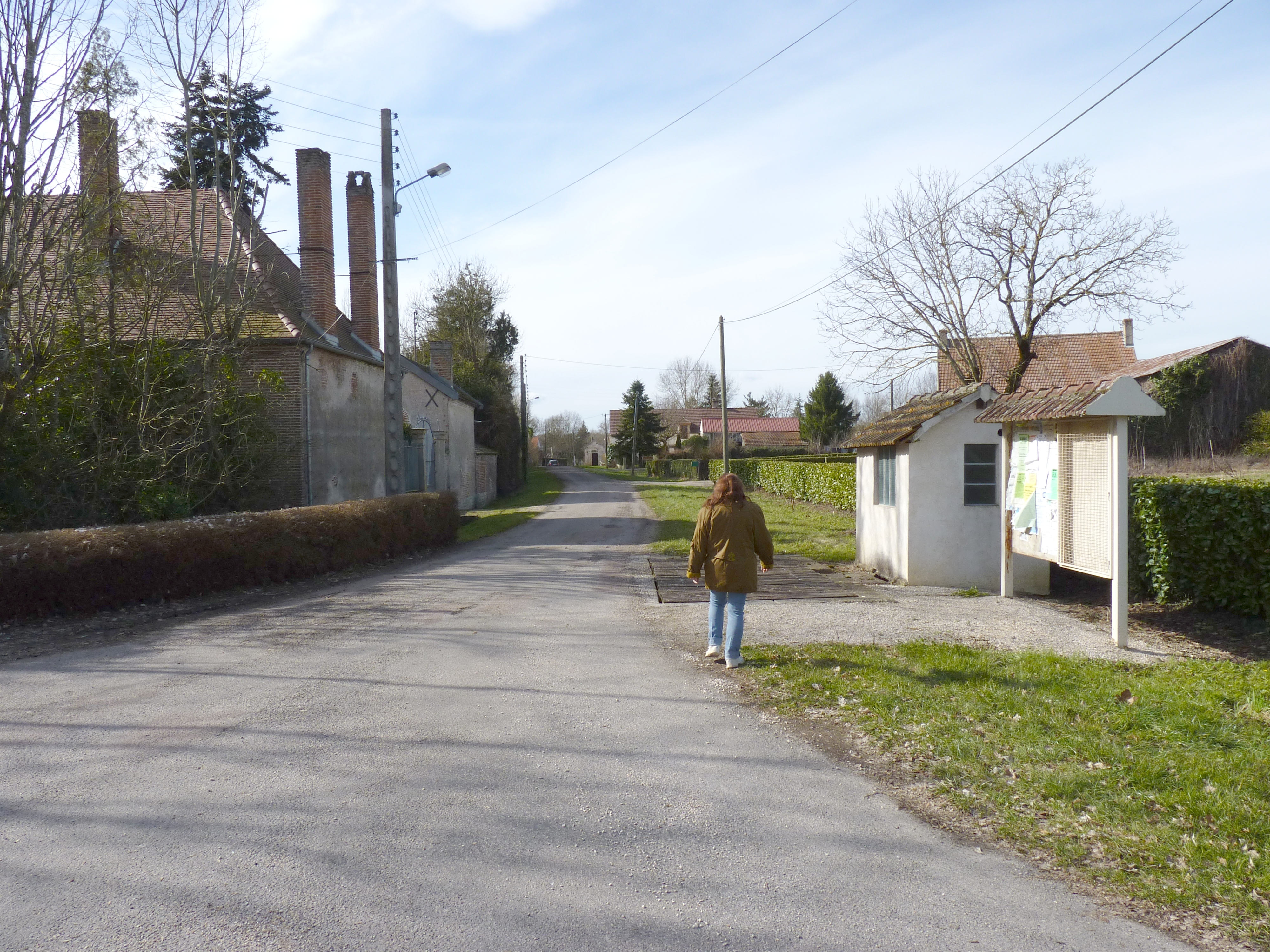
Rue de l'Église